# 雷舒茨克
50°43′0″N 26°16′44″E / 50.71667°N 26.27889°E
雷舒茨克（烏克蘭語：Решуцьк），是烏克蘭西北部里夫内州里夫内区亞歷山德里亞市鎮的村落。始建於1569年，面積0.47平方公里，海拔高度184米，2001年該村落人口272。